# 世界の終わり (thee michelle gun elephantの曲)
「世界の終わり」（せかいのおわり）は、日本のロックバンド、thee michelle gun elephantの1枚目のシングル。1996年2月1日、日本コロムビアより発売。

## 解説
- メジャーデビュー作[1]。
- オリコンでは100位圏外であるものの、彼らの代表曲とも呼べる1曲である。2003年10月11日に行われたラストライブでは、ラストに演奏された。
- 2019年スペースシャワーTV30周年記念カーニバルウィークで12月1日に放送されたスペシャが選ぶ300曲の1曲である。

## 収録曲
1. 世界の終わり (Smash hits Version) World's end (4:22)
いわゆるシングルバージョン。後にアルバムに収録されるPrimitive Versionとの違いは、イントロ・アウトロの追加などのアレンジの変更である。ベスト盤にもアルバムバージョンでの収録となっているため、入手困難な状態が続いていたが、TRIADレーベルのコンピレーション『THE REVIVAL OF TRIAD [2015]』に当バージョンが収録されることで、音源の入手が容易になった。後にヴォーカルのチバユウスケにより、元々thee michelle gun elephantへ書いた曲ではなかったことが明かされている[2]。
2. キング King (3:18)

全作詞：チバユウスケ 作曲・編曲：thee michelle gun elephant